# Корпус текстів
У лінгвістиці кóрпус — підібрана й оброблена за певними правилами сукупність текстів, які використовують як базу для дослідження мови. Їх застосовують для статистичного аналізу і перевірки статистичних гіпотез, підтвердження лінгвістичних правил цієї мови. Корпус текстів є предметом дослідження корпусної лінгвістики.

## Основні властивості корпусу
Серед безлічі визначень корпусу можна виділити його основні характеристики:
- електронний — у сучасному розумінні корпус має бути в електронному вигляді
- репрезентативний — повинен добре «представляти» об'єкт, який моделює
- розмічений — головна відмінність корпусу від колекції текстів
- прагматично орієнтований — створюється під певну задачу

## Класифікація корпусів
Класифікувати корпуси можна за різними ознаками: мета створення корпусу, тип мовних даних, «літературність», жанр, динамічність, тип розмітки, обсяг текстів тощо. За критерієм паралельності, наприклад, корпуси можна розділити на одномовні, двомовні і багатомовні. Багатомовні і двомовні поділяють на два типи:
1. паралельні — сукупність текстів та їх перекладів на одну або кілька мов
2. зіставні (псевдопаралельні) — оригінальні тексти двома або декількома мовами

## Розмітка корпусів
Розмітка полягає в приписуванні текстам і їх компонентам спеціальних тегів: лінгвістичних і зовнішніх (екстралінгвістичних). Виділяють такі лінгвістичні типи розмітки: морфологічна, семантична, синтаксична, анафорична, просодична, дискурсна тощо. До деяких корпусів застосовуються подальші структурні рівні аналізу. Зокрема, деякі невеликі корпуси можуть бути повністю синтаксично розмічені. Такі корпуси зазвичай називають глибоко анотованими або синтаксичними, а сама синтаксична структура при цьому є деревом залежностей.
Ручне розмічання (анотування) текстів — дорога й трудомістка задача. На даний момент у відкритому доступі є різні програмні засоби для розмітки корпусів. Умовно їх можна розділити на відособлені (англ. stand-alone) та веборієнтовані (англ. web-based). При цьому акцент розробників в останні роки змістився в бік вебзастосунків. Такі системи мають низку переваг:
- можливість одночасного розмічання одного документа декількома людьми
- не вимагають встановлення додаткових програмних засобів, крім браузера
- гнучке розмежування прав доступу
- відображення поточного прогресу процесу розмітки
- можливість модифікації розмічуваного корпусу

## Інтернет як корпус
Сучасні технології дозволяють створювати «вебкорпуси», тобто корпуси, отримані опрацюванням інтернет-джерел:
Вебкорпус являє собою особливий вид лінгвістичного корпусу, створений поступовим завантаженням текстів з інтернету за допомогою автоматизованих процедур, які на льоту визначають мову і кодування окремих веб сторінок, видаляють шаблони, елементи навігації, посилання і рекламу (т. зв. boilerplate), здійснюють перетворення на текст, фільтрування, нормалізацію і дедуплікацію отриманих документів, які потім можна опрацювати традиційними інструментами корпусної лінгвістики (токенізація, морфосинтаксична і синтаксична анотація) та вбудувати в пошукову корпусну систему. Створення вебкорпусу не тільки значно дешевше, але перш за все його обсяг може бути навіть на порядок більшим, ніж традиційні корпуси.— Владимѝр Бенко ARANEA — СЕМЕЙСТВО МИЛЛИАРДНЫХ ВЕБ-КОРПУСОВ

## Застосування
Корпус — основне поняття і база даних корпусної лінгвістики. Аналіз і обробка різних типів корпусів є предметом більшості робіт в галузі комп'ютерної лінгвістики (наприклад, видобування ключових слів), розпізнавання мови і машинного перекладу, в яких корпуси часто застосовуються при створенні прихованих марковських моделей для маркування частин мови та інших завдань. Корпуси та частотні словники корисні в навчанні іноземних мов.

### Корпуси текстів української мови
- Корпус української мови лінгвістичного порталу MOVA.info [Архівовано 1 травня 2021 у Wayback Machine.]
- Корпус української мови на основі електронної бібліотеки Чтиво [Архівовано 6 липня 2019 у Wayback Machine.]
- Генеральний реґіонально анотований корпус української мови [Архівовано 5 травня 2021 у Wayback Machine.]
- Корпус Лейпцизького університету [Архівовано 17 червня 2021 у Wayback Machine.]
- Лабораторія української [Архівовано 6 травня 2021 у Wayback Machine.]
- Корпус текстів великої прози І. Франка
- Паралельний польсько-український та українсько-польський корпус автоперекладів Івана Франка